# ブラニーク山
ブラニーク山（チェコ語: Blaník）は、チェコ共和国・中央ボヘミア州・ロウニョヴィツェ・ポト・ブラニーケムに位置する山。標高は、海抜 638メートル。周辺は、小規模な自然保護区となっている。
ブラニークには、古くから伝わる伝説がある。その伝説によれば、ヴァーツラフ1世に率いられた数多の騎士たちが、ブラニークに眠っている。そして、彼らは祖国が危機を迎えると復活する。伝説によれば、その時、復活の場所には目印が現れるという。ブラニークの森の中、木々が乾く。しかし、遥か昔に枯れブラニークに埋まっているオークが再び緑となり、山の中で小さな春が訪れ、川のようになる。そして、チェコと強大な敵との戦争の間、ブラニークの騎士たちは、白馬に乗るヴァーツラフ1世に率いられ、チェコ軍に加勢する。敵軍は、プラハへと退却を余儀なくされ、最終的には敗北する。
伝説によれば、ヴァーツラフ1世と騎士たちは、チェコが4つ以上の軍から攻め込まれた時（4方位から攻め込まれた時）、長きにわたる眠りから覚めるといわれる。ヤーラ・チムルマンの一話、『ブラニーク』（Blaník）の中では、この伝説が迷信であると証明している。1968年にチェコスロバキアで起こったプラハの春の終わり、ワルシャワ条約機構の5つの軍から攻め込まれたが、「ブラニークは一歩たりとも動かなかった」からである。

## ブラニークをテーマにした作品
- 『ブラニーク』- 上記伝説をテーマにしたベドジフ・スメタナの交響詩。連作交響詩『わが祖国』の第6曲。